# Kabanos
Il kabanos (plurale: kabanosy) è un insaccato originario della Polonia, a base di carne di maiale prevalentemente, ma anche di manzo, pollo, tacchino o miste. Diffuso anche in Germania, Ungheria, Repubblica Ceca, Austria e in Romania. Di solito i kabanosy sono secchi e affumicati. In genere sono piuttosto lunghi, 30–60 cm., ma molto sottili, con un diametro di circa 2 centimetri, dando loro un aspetto molto caratteristico.
La preparazione dei kabanosy è disciplinata da un regolamento europeo  in cui si può notare la presenza degli ingredienti principali (carne suina, pepe naturale, noce moscata, carvi, zucchero, sale e salnitro) e l'affumicatura durante le varie fasi.
Il nome deriva dal termine russo (in seguito utilizzato anche in Ucraina e in alcune parti dell'Europa orientale) kaban, che significa cinghiale. Un prodotto simile è conosciuto come cabanossi oppure kabanossi altrove in Europa.
Il kabanos è spesso condito solo con pepe. Attualmente, kabanos (il tipo venduto in molti negozi di gastronomia) è fatto di carne di maiale. Fino a poco tempo fa il kabanos era fatto di carni diverse, tra cui cavallo, agnello e selvaggina. Anche se questa variante di kabanos può essere trovato nelle zone rurali della Polonia, la maggior parte dei kabanos rimane un prodotto di maiale. Il kabanos, a differenza di altri tipi di carne come salsicce, è in genere consumato da solo come antipasto, e spesso servito con il formaggio.
I kabanosy sono comunemente utilizzati come alimenti per escursioni a piedi data la loro resistenza rispetto a molti altri insaccati.